# Сова ефіопська
Сова́ ефіо́пська (Asio abyssinicus) — вид совоподібних птахів родини совових (Strigidae). Мешкає в Африці на південь від Сахари.

## Опис
Ефіопська сова — середній представник свого роду. Птах завдовжки 42—44 см. Як і інші вухаті сови, цей вид має вражаючі темно-коричневі пір'яні «вуха» з білими краями. Лицевий диск червонувато-коричневий. Верхня частина тіла темно-бура, подекуди поцяткована блідими плямами. Верхня частина грудей густо поцяткована темно-коричневими і червонувато-коричневими плямами. Решта нижньої частини тіла поцяткована поздовжніми й поперечними коричневими смугами. Очі жовтуваті, дзьоб чорний, «брови» сірі. Лапи й пальці оперені.

## Підвиди
Виділяють два підвиди:
- A. a. abyssinicus (Guérin-Méneville, 1843) — Ефіопське нагір'я;
- A. a. graueri Sassi, 1912 — гори Рувензорі, Кабобо і Кенія.

## Поширення і екологія
Ефіопські сови мешкають у високогір'ях Ефіопського нагір'я в Ефіопії і Еритреї, в горах Рувензорі на північному сході ДР Конго та на південному заході Уганди, на горі Кабобо в гірському масиві Ітомбве на сході ДР Конго, а також на горі Кенія в Кенії. Вони живуть на пустищах і відкритих луках, а також на болотах, у лісових масивах і в ущелинах, на висоті від 2800 до 3900 м над рівнем моря. Ведуть присмерковий і нічний спосіб життя. Кігті ефіопської сови значно міцніші, ніж у інших представників роду, внаслідок чого вони можуть полювати на дрібних ссавців, зокрема мишей і землерийок, та дрібних птахів.